# Бей-Шор (Мічиган)
Бей-Шор (англ. Bay Shore) — переписна місцевість (CDP) в США, в округах Шарлевуа і Еммет штату Мічиган. Населення — 687 осіб (2020).

## Географія
Бей-Шор розташований за координатами 45°21′39″ пн. ш. 85°6′42″ зх. д. / 45.36083° пн. ш. 85.11167° зх. д. (45.360820, -85.111550).  За даними Бюро перепису населення США в 2010 році переписна місцевість мала площу 4,19 км², з яких 4,19 км² — суходіл та 0,00 км² — водойми.

## Демографія
Згідно з переписом 2010 року, у переписній місцевості мешкали 754 особи в 319 домогосподарствах у складі 216 родин. Густота населення становила 180 осіб/км².  Було 408 помешкань (97/км²).
Расовий склад населення:
| - 87,3 % — білих - 7,4 % — корінних американців - 0,4 % — чорних або афроамериканців - 0,4 % — азіатів |

До двох чи більше рас належало 4,4 %. Частка іспаномовних становила 1,3 % від усіх жителів.
За віковим діапазоном населення розподілялося таким чином: 21,6 % — особи молодші 18 років, 60,6 % — особи у віці 18—64 років, 17,8 % — особи у віці 65 років та старші. Медіана віку мешканця становила 44,3 року. На 100 осіб жіночої статі у переписній місцевості припадало 92,8 чоловіків;  на 100 жінок у віці від 18 років та старших — 90,6 чоловіків також старших 18 років.